# 여주 흔암리 선사유적
여주 흔암리 선사유적(驪州 欣岩里 先史遺蹟)은 경기도 여주시 점동면 흔암리에 있는, 한국의 청동기시대를 대표하는 유적 가운데 하나이다. 1995년 8월 7일 경기도의 기념물 제155호로 지정되었다.

## 개요
흔암리 유적은 경기도 뿐만 아니라 한국의 청동기시대를 대표하는 유적 가운데 하나이다. 유적은 남한강이 내려다보이는 해발 123m 야산 정상부와 이곳에서 동쪽으로 뻗어 내린 능선 상에 위치한다.

### 집자리와 유물
발굴조사를 통해 20여기에 이르는 집자리 유적과 다수의 유물 불탄곡식 들이 발견되었다. 집자리 유적은 남한강가에 인접한 흔암리 마을의 구릉지대에 등고선의 흐름에 따라 남북향으로 마련되었다. 집자리는 화강암반을 ㄴ자로 파고 지붕을 씌운 형태이며, 내부에서 화덕자리, 저장구덩이, 기둥구멍들이 확인되었다. 각 집터는 벽체가 곧게 올라가는 반움집(땅에 얕고 넓은 구덩이를 파고 가장자리에 기둥을 곧게 세워 벽과 지붕을 만든 형태의 집) 모양으로 나타난다. 현재 발굴된 집자리는 5기만 복구되었다.
총 16기의 집터가 확인되었는데, 긴 네모꼴의 반움집이며, 크기는 11.6~42 평방미터로 다양하다. 집자리 내부에서 출토된 유물로 보았을 때, 화덕 자리에 가까운 공간에서 여성들이 주로 요리와 방직 작업을 하였고 남성들은 출입구에 가까운 공간에서 석기를 제작하였을 것이라 추정된다.

### 토기와 유적
토기는 구멍무늬토기, 민무늬토기, 붉은 간토기들이 발견되었고, 돌칼, 반달돌칼, 바퀴날도끼, 돌도끼, 돌화살촉 등의 석기가 출토되었다. 이 유적에서 출토된 12호 집자리에서 확인된 불탄 쌀은 연대가 최소한 BC 7세기까지 올라가는 것들로 확인되어 청동기인들이 당시에 농사를 지으면서 부수적으로 사냥, 어로, 채집 활동을 하였던 것으로 추정할 수 있다.
흔암리 유적은 동북지방의 구멍무늬토기, 골아가리토기와 서북지방의 팽이형토기의 두 계통의 토기가 한꺼번에 나타나는 이른바 '흔암리형 토기'를 만들어 사용한 독자적인 특색을 가지고 있는 유적이다. 이 흔암리형 토기는 겹아가리에 구멍무늬와 빗금 장식이 있는 청동기시대 전기(기원전 15세기~기원전 6세기)의 토기 양식을 말한다. 이런 흔암리형 토기 양식은 금강 중상류를 제외한 남한 전역은 물론 제주도까지 분포되어 있다. 흔암리형 토기의 아가리 부분에서 돌아가며 구멍을 뚫은 스타일은 두만강 유역을 중심으로 하는 동북지방의 토기 양식으로, 한강 주변의 청동기 문화는 동북지방의 영향을 받았던 것을 의미한다.

## 발굴역사
- 1962년 흔암리 구릉에 토기와 석기들이 산포되어 있음이 알려졌다.[5]
- 1972~1977년 7차에 걸쳐 서울대학교 박물관과 고고학과에 의해 발굴 조사 되었다. 이 당시 14기의 집터가 확인되었다.[6]
- 2014년 여주시는 '여주 흔암리 선사유적 정비 기본계획 수립 용역'을 통해 향후 발굴조사 및 유적 정비 계획을 확정하였다.[7][8]

## 유적 발굴의 의의와 평가
흔암리 유적지에서 쌀·보리·수수·조 등 여러 가지 곡식의 발견은 청동기시대 전기에 한강유역에서 쌀이 재배되었다는 사실을 시사한다. 또한 우리나라의 벼의 전래 경로가 중국 화남(華南)에서부터 산둥반도(山東半島)를 거쳐 한국 중서부라는 종래 일부 학자들의 학설의 타당성을 증거하는 사료이다.

## 갤러리

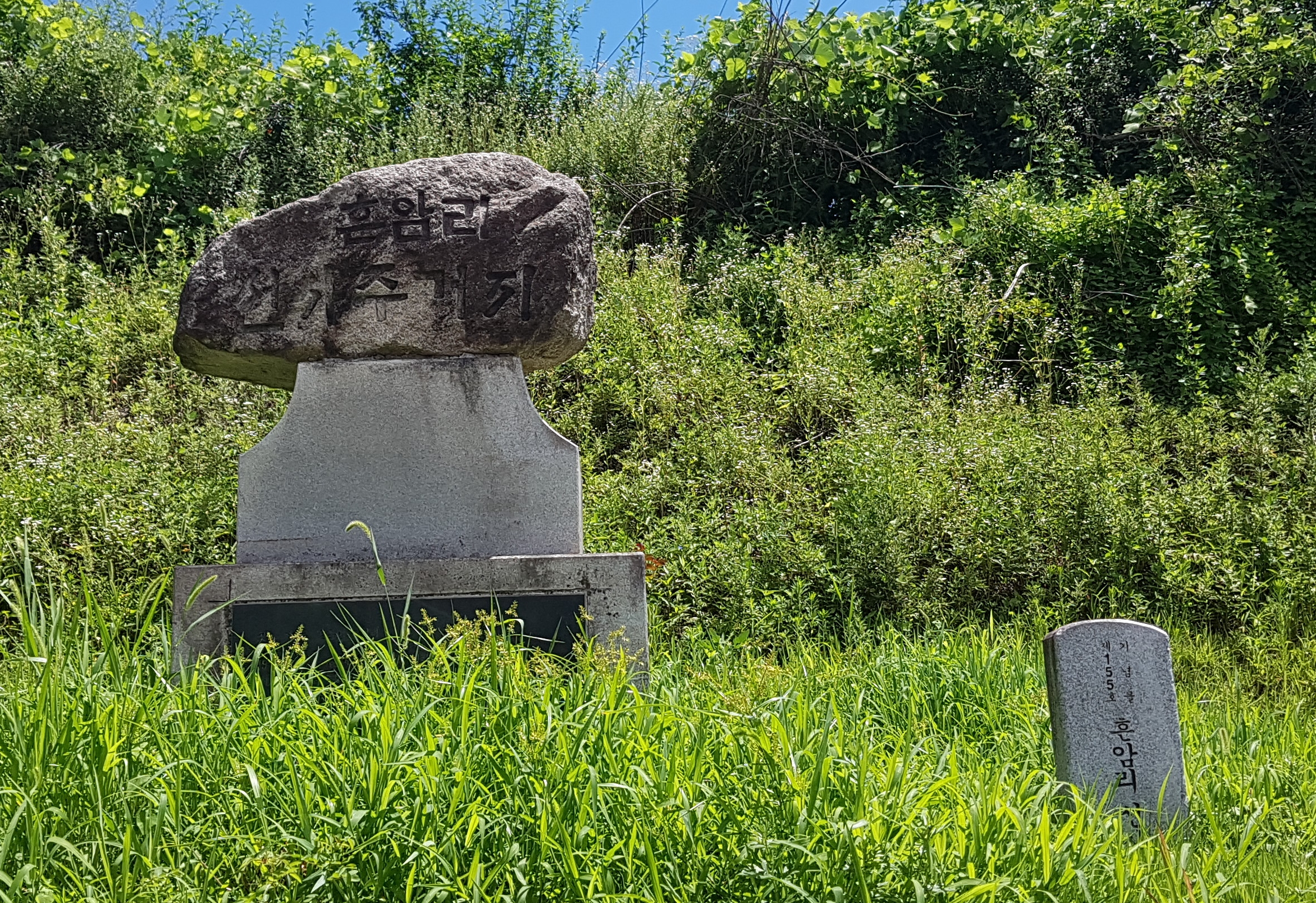
흔암리 선사유적 표지석
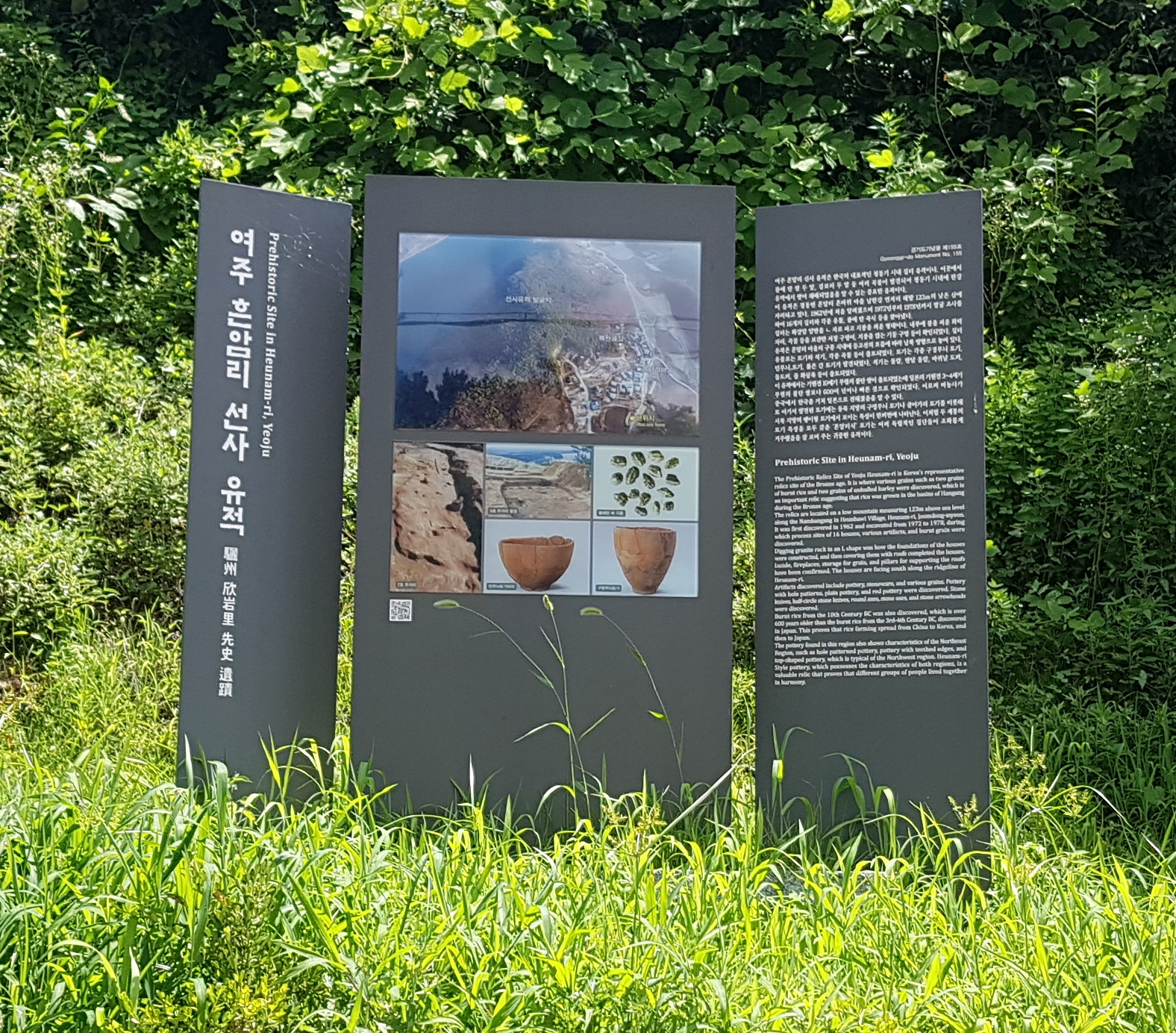
흔암리 선사유적 안내
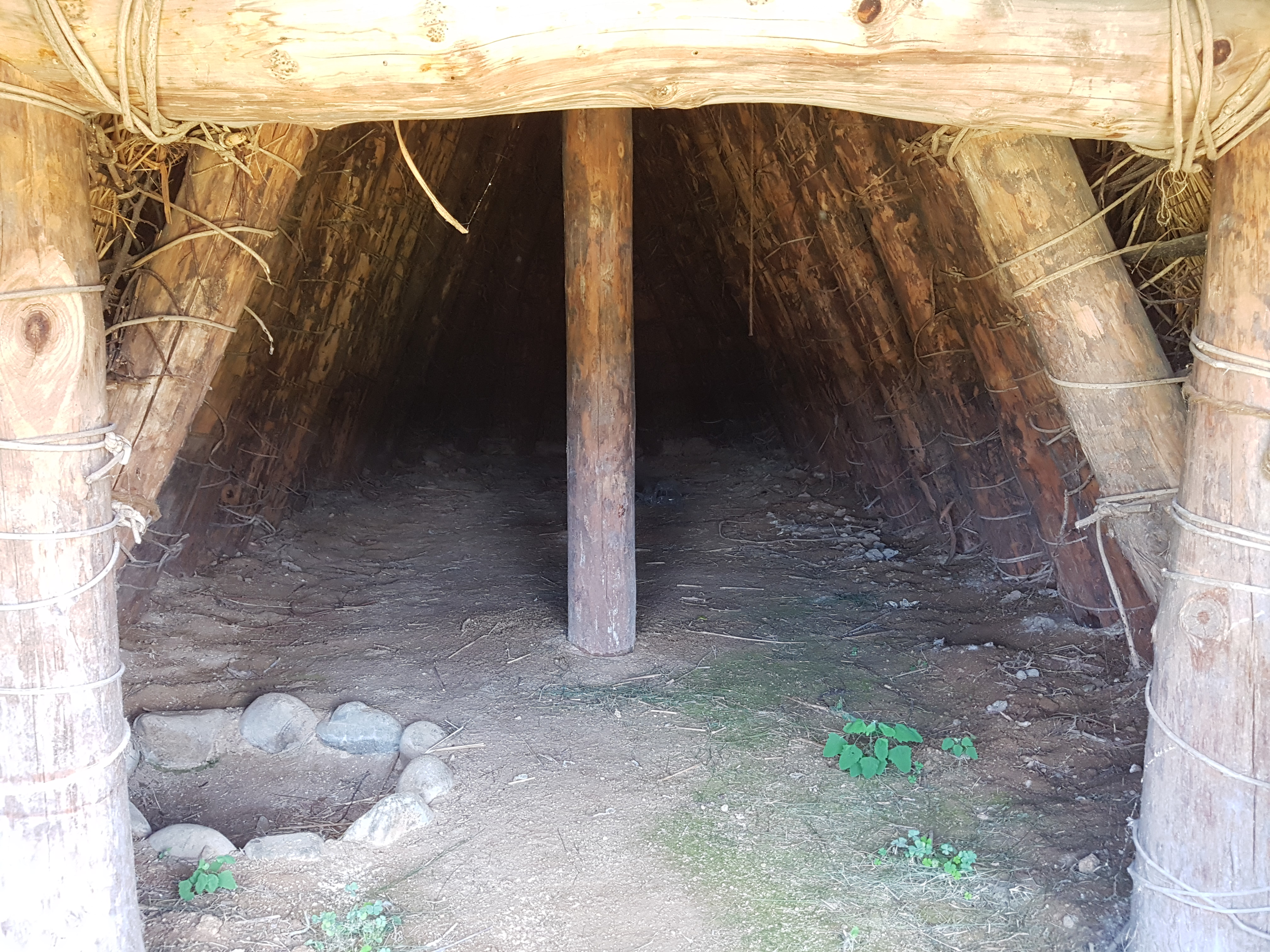
흔암리 선사유적 움집
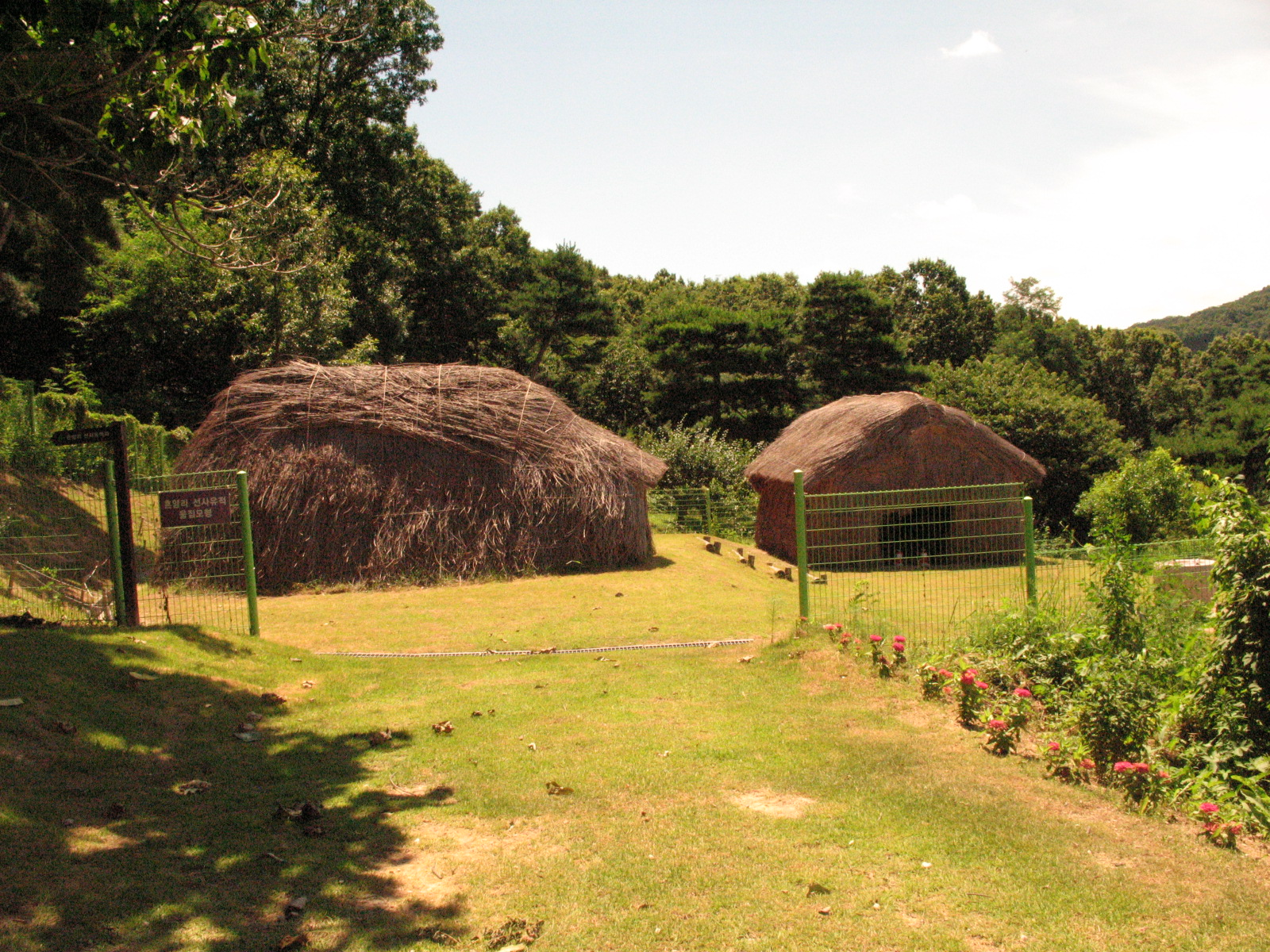
흔암리 선사유적 움집
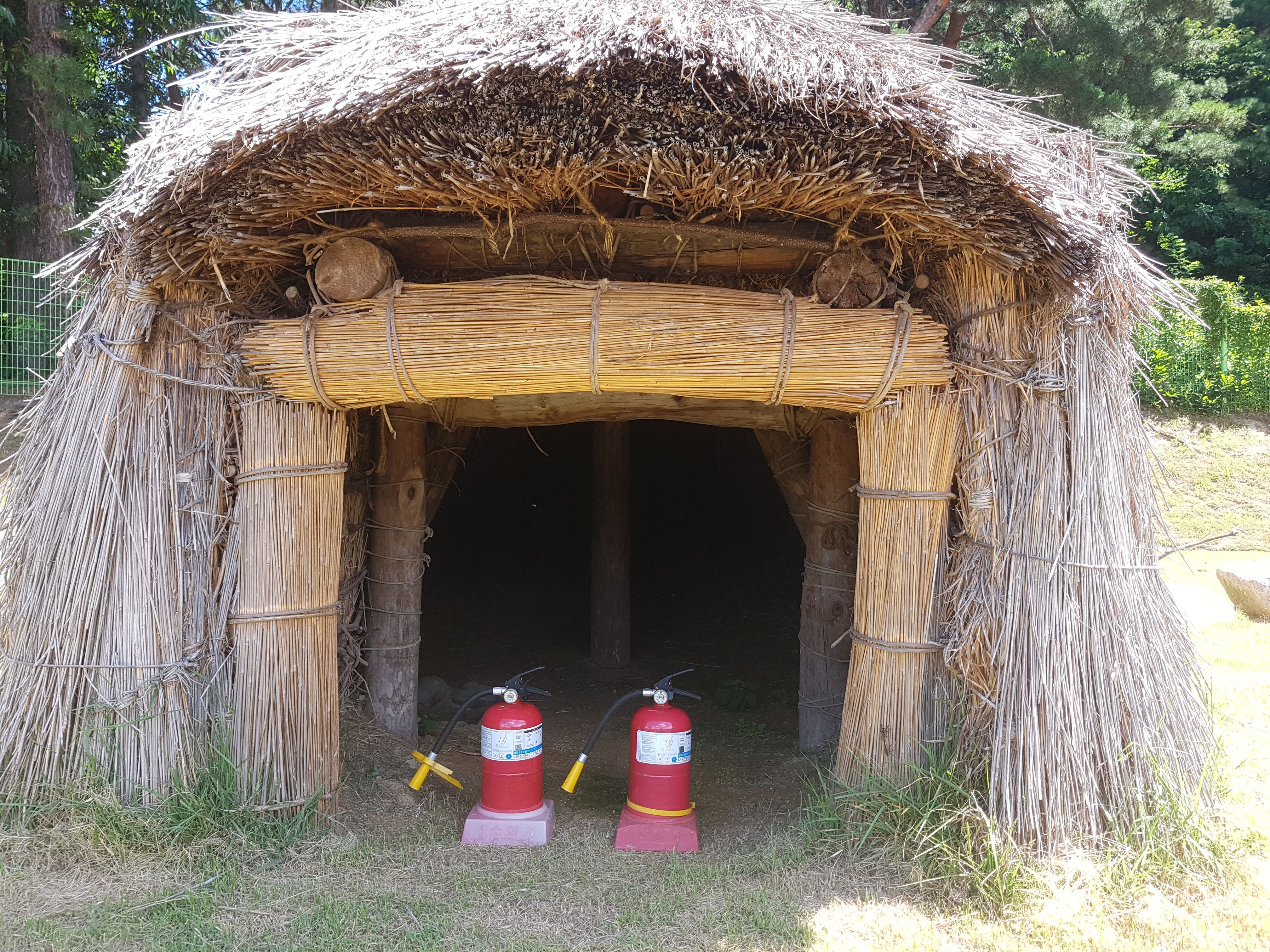
흔암리 선사유적 움집

## 참고 문헌
- 여주흔암리선사유적 - 국가유산청 국가유산포털